# Devil's Playground
Devil's Playground es el sexto álbum de estudio de Billy Idol, publicado el 22 de marzo de 2005. Fue el primer álbum de estudio del artista luego de una espera de doce años desde el lanzamiento de Cyberpunk, de 1993.

## Lista de canciones
1. "Super Overdrive"
2. "World Comin' Down"
3. "Rat Race"
4. "Sherri"
5. "Plastic Jesus"
6. "Scream"
7. "Yellin' at the Xmas Tree"
8. "Romeo's Waiting"
9. "Body Snatcher"
10. "Evil Eye"
11. "Lady Do or Die"
12. "Cherie"
13. "Summer Running"